# Oedothorax legrandi
Oedothorax legrandi är en spindelart som beskrevs av Rudy Jocqué 1985. Oedothorax legrandi ingår i släktet Oedothorax och familjen täckvävarspindlar. Inga underarter finns listade i Catalogue of Life.